# Israelische Fußballnationalmannschaft/Weltmeisterschaften
Der Artikel beinhaltet eine ausführliche Darstellung der israelischen Fußballnationalmannschaft bei Weltmeisterschaften. Zählt man die Teilnahmen der Mannschaft Palästinas mit, die der israelische Verband für sich zählt, nahm Israel ebenso wie Irland und Luxemburg an allen WM-Qualifikationen teil, konnte sich aber nur einmal qualifizieren.

## Überblick
| Jahr | Gastgeberland  | Teilnahme bis      | Letzte(r) Gegner           | Ergebnis | Trainer          | Bemerkungen und Besonderheiten |
| ---- | -------------- | ------------------ | -------------------------- | -------- | ---------------- | --- |
| 1930 | Uruguay        | nicht existent     |                            |          |                  | Der Staat Israel existiert noch nicht. Das britische Protektorat Palästina, zu dem Teile des heutigen Israels gehörten, nimmt nicht teil.                           |
| 1934 | Italien        | nicht existent     |                            |          |                  | Palästina scheitert in der Qualifikation an Ägypten |
| 1938 | Frankreich     | nicht existent     |                            |          |                  | Palästina scheitert in der Qualifikation an Griechenland, das sich aber ebenfalls nicht qualifizieren konnte                                                        |
| 1950 | Brasilien      | nicht qualifiziert |                            |          |                  | In der 1. Qualifikations-Runde an Jugoslawien gescheitert |
| 1954 | Schweiz        | nicht qualifiziert |                            |          |                  | In der Qualifikation an Jugoslawien gescheitert |
| 1958 | Schweden       | nicht qualifiziert |                            |          |                  | In der Qualifikation an Wales gescheitert, die als Ersatzgegner bestimmt wurden, da andere Länder gegen Israel nicht antreten wollten (Wales’ einzige WM-Teilnahme) |
| 1962 | Chile          | nicht qualifiziert |                            |          |                  | In der Qualifikation in der Play-off-Runde „Europa / Naher Osten“ an Italien gescheitert                                                                            |
| 1966 | England        | nicht qualifiziert |                            |          |                  | In der Qualifikation an Bulgarien gescheitert |
| 1970 | Mexiko         | Vorrunde           | Uruguay, Schweden, Italien | 12.      | Emanuel Schaffer | Israel scheidet als Gruppenletzter aus, erreicht aber zwei Remis gegen die beiden europäischen Mannschaften.                                                        |

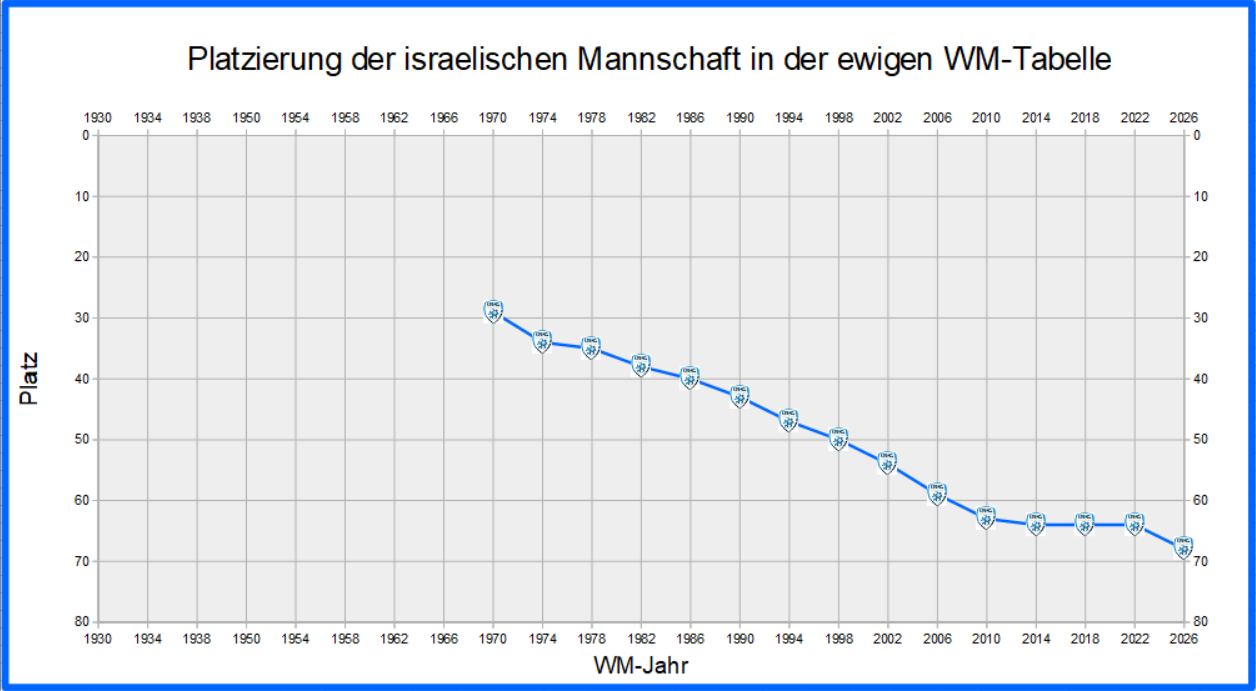
Platzierung der israelischen Mannschaft in der ewigen WM-Tabelle

| 1974 | BR Deutschland | nicht qualifiziert |                            |          |                  | In der Qualifikation an Südkorea gescheitert, das sich aber ebenfalls nicht qualifizieren konnte                                                                    |
| 1978 | Argentinien    | nicht qualifiziert |                            |          |                  | In der Qualifikation erneut an Südkorea gescheitert, das sich aber ebenfalls wieder nicht qualifizieren konnte                                                      |
| 1982 | Spanien        | nicht qualifiziert |                            |          |                  | In der Qualifikation an Schottland und Nordirland gescheitert |
| 1986 | Mexiko         | nicht qualifiziert |                            |          |                  | In der Qualifikation an Australien gescheitert, das sich aber ebenfalls nicht qualifizieren konnte                                                                  |
| 1990 | Italien        | nicht qualifiziert |                            |          |                  | In der Qualifikation in den interkontinentalen Playoffs an Kolumbien gescheitert                                                                                    |
| 1994 | USA            | nicht qualifiziert |                            |          |                  | In der Qualifikation an Schweden und Bulgarien gescheitert, die dann bei der WM im Spiel um Platz drei aufeinandertrafen.                                           |
| 1998 | Frankreich     | nicht qualifiziert |                            |          |                  | In der Qualifikation an Bulgarien und Russland gescheitert, das in den Play-offs ebenfalls scheiterte                                                               |
| 2002 | Südkorea/Japan | nicht qualifiziert |                            |          |                  | In der Qualifikation an Spanien und Österreich gescheitert, das in den Play-offs ebenfalls scheiterte                                                               |
| 2006 | Deutschland    | nicht qualifiziert |                            |          |                  | In der Qualifikation an Frankreich und der Schweiz gescheitert. |
| 2010 | Südafrika      | nicht qualifiziert |                            |          |                  | In der Qualifikation an der Schweiz und Griechenland gescheitert.                                                                                                   |
| 2014 | Brasilien      | nicht qualifiziert |                            |          |                  | In der Qualifikation an Russland und Portugal gescheitert. |
| 2018 | Russland       | nicht qualifiziert |                            |          |                  | In der Qualifikation an den beiden Ex-Weltmeistern Spanien und Italien gescheitert                                                                                  |
| 2022 | Katar          | nicht qualifiziert |                            |          |                  | In der Qualifikation an Dänemark und Schottland gescheitert |

## WM-Turniere

### 1930 bis 1938

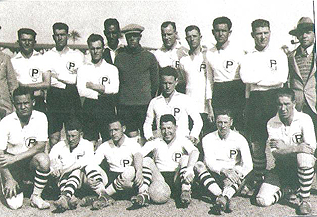
Die Mannschaft von Palästina/Eretz Israel vor dem WM-Qualifikationsspiel in Ägypten

Der Palästinensische Fußballbund als Zusammenschluss jüdischer, arabischer und britischer Mannschaften in Palästina war zwar bereits 1928 gegründet und 1929 in die FIFA aufgenommen worden, an der ersten WM in Uruguay nahm er aber nicht teil. 1934 und 1938 nahm die Mannschaft unter dem Namen Palästina/Eretz Israel an den Qualifikationen zur Weltmeisterschaft teil. 1934 war neben Ägypten auch die Türkei als Gegner vorgesehen, diese verzichtete aber. Am 16. März 1934 kam es in Kairo zum ersten WM-Qualifikationsspiel. Bei der 1:7-Niederlage der ausschließlich mit Juden besetzen Mannschaft erzielte Avraham Nudelmann den Treffer zum zwischenzeitlichen 1:6. Im Rückspiel kam die Mannschaft nicht über ein 1:1 hinaus, Ägypten war damit erstmals für die WM qualifiziert, was den Ägyptern erst 1990 wieder gelang. Vier Jahre später scheiterte die Mannschaft in der ersten Qualifikationsrunde an Griechenland, das anschließend an Ungarn scheiterte.

### 1950 in Brasilien
Nach der Unabhängigkeit Israels nahm die Israel Football Association an der Qualifikation zur ersten WM in Brasilien teil, scheiterte in der 1. Runde aber an Jugoslawien.

### 1954 in der Schweiz
In der Qualifikation für die WM in der Schweiz musste Israel wieder gegen Jugoslawien und zudem Griechenland antreten, verlor aber alle vier Spiele, wenn auch dreimal knapp mit 0:1.

### 1958 in Schweden
In der Qualifikation für die WM in Schweden sollte Israel zunächst gegen die Türkei spielen, die aber nicht antrat. Der Nahostkonflikt überschattete die Finalrunde: Der Sudan und Ägypten weigerten sich, gegen Israel anzutreten und Indonesien wollte nur auf neutralem Boden spielen, was die FIFA ablehnte. Damit wäre Israel qualifiziert, da die FIFA aber keine Mannschaft ohne Qualifikationsspiel teilnehmen lassen wollte, wurde Israel von den eigentlich ausgeschiedenen Gruppenzweiten aller anderen Gruppen (wobei Belgien und Uruguay verzichteten) mit Wales ein Gegner zugelost. Wales gewann dann beide Spiele gegen Israel mit 2:0 und qualifizierte sich damit zum bisher einzigen Mal für die WM-Endrunde, an der auch die drei anderen britischen Nationalmannschaften England, Nordirland und Schottland teilnahmen.

### 1962 in Chile
In der Qualifikation für die WM in Chile musste Israel zunächst gegen Zypern antreten und nach einem 1:1 in Nikosia gelang mit dem 6:1 im Rückspiel der erste Sieg in einem WM-Qualifikationsspiel, wobei Shlomo Levi allein drei Tore erzielte. In der nächsten Runde wurde Äthiopien mit zwei Siegen (1:0 und 3:2) ausgeschaltet, ehe in der Play-off-Runde „Europa / Naher Osten“ die Israelis an Italien scheiterten. Dem 2:4 im Heimspiel war ein 0:6 im Rückspiel gefolgt.

### 1966 in England
Für die Qualifikation zur WM in England wurde Israel einer europäischen Gruppe mit Bulgarien und Belgien „zugelost“. Die Israelis verloren alle vier Spiele. Belgier und Bulgaren, die ihre Heimspiele gegeneinander gewonnen hatten, mussten in einem Entscheidungsspiel, das die Bulgaren gewannen, den WM-Teilnehmer ermitteln.

### 1970 in Mexiko
Für die Qualifikation zur ersten WM in Mexiko sollte Israel zunächst bei einem Turnier in Israel gegen Neuseeland und Nordkorea antreten. Nordkorea weigerte sich aber, in Israel zu spielen, und wurde daher disqualifiziert. So waren nur zwei Spiele gegen die Neuseeländer notwendig, um die zweite Runde zu erreichen. Mit zwei Siegen (4:0 und 2:0) gelang dies problemlos. Im Finale der Asien/Ozeanien-Zone war dann Australien der Gegner. Nach einem 1:0 in Ramat Gan reichte ein 1:1 in Sydney, um sich zum ersten Mal für die WM zu qualifizieren.
In Mexiko trafen die Israelis in ihrem ersten WM-Spiel auf Ex-Weltmeister Uruguay und verloren mit 0:2. Gegen Schweden gelang im zweiten Gruppenspiel ein 1:1, wobei Mordechai Spiegler die schwedische Führung zwei Minuten später mit dem ersten und bisher einzigen WM-Tor für Israel ausgleichen konnte. Gegen Europameister Italien gelang dann mit dem 0:0 im letzten Gruppenspiel ein weiterer Achtungserfolg. Dennoch schied Israel als Gruppenletzter aus und verabschiedete sich für mindestens 56 Jahre von der WM-Bühne.

### 1974 in der Bundesrepublik Deutschland
In der Qualifikation für die erste WM in Deutschland musste Israel bei einem Turnier in Seoul zunächst in einem Gruppenzuordnungsspiel gegen Japan antreten und gewann mit 2:1. In den folgenden Gruppenspielen gelangen gegen Malaysia und Thailand zwei Siege (3:0 und 6:0) sowie ein torloses Remis gegen Südkorea. Damit stand Israel im Halbfinale, in dem erneut Japan der Gegner war. Mit einem 1:0 nach Verlängerung wurde das Finale gegen Südkorea erreicht. Hier scheiterte Israel mit 0:1 n. V. Südkorea konnte sich dann aber in den Spielen gegen Australien ebenfalls nicht für die WM qualifizieren.

### 1978 in Argentinien
Wegen des Nahostkonfliktes war Israel 1974 aus dem asiatischen Fußballverband ausgeschlossen worden und nur ostasiatische Mannschaften waren noch bereit, gegen Israel zu spielen.
Auch in der Qualifikation für die WM in Argentinien spielte Israel aus politischen Gründen in der Ostasiengruppe. Israel gewann zwar beide Spiele gegen Japan, erreichte gegen Südkorea aber im Heimspiel nur ein 0:0 und verlor in Seoul mit 1:3. Südkorea scheiterte dann in der Finalrunde am Iran, der damit erstmals für die WM qualifiziert war.

### 1982 in Spanien
In der Qualifikation für die WM in Spanien durfte Israel dann in einer europäischen Gruppe mit Schottland, Nordirland, Schweden und Portugal starteten. Mit nur einem Sieg (4:1 gegen Portugal, wodurch die Portugiesen die Qualifikation verpassten) und drei Remis, aber vier Niederlagen wurde nur der letzte Gruppenplatz belegt.

### 1986 in Mexiko
Für die zweite WM in Mexiko konnte sich Israel nicht qualifizieren. Wieder wurde Israel ebenso wie Taiwan aus politischen Motiven der Ozeanien-Gruppe mit Australien und Neuseeland zugeordnet. Punktgleich mit Neuseeland, aber mit der besseren Tordifferenz wurde hinter Australien nur der zweite Platz belegt. Die Australier scheiterten dann aber auch in den Interkontinentalen Playoff-Spielen an Schottland.

### 1990 in Italien
Für die zweite WM in Italien musste Israel letztmals in der Ozeanien-Gruppe antreten und erhielt ein Freilos in der ersten Runde. In der zweiten Runde waren nur Australien und Neuseeland die Gegner und Israel setzte sich als Gruppensieger durch. Allerdings musste Israel dann noch in den Interkontinentalen Playoff-Spielen gegen Kolumbien antreten. Nach einem 0:1 in Kolumbien reichte das 0:0 im Heimspiel nicht, um sich für die WM zu qualifizieren.

### 1994 in den Vereinigten Staaten
Nach dem Zerfall des Ostblocks, der eine Aufnahme in die UEFA zuvor verhindert hatte, konnten die Israelis 1991 der UEFA beitreten und spielen seitdem in europäischen Gruppen die WM-Qualifikation.
Für die Qualifikation für die WM in den USA waren sie einer Sechsergruppe zusammen mit Bulgarien, Schweden, Frankreich, Österreich und Finnland zugelost worden. Israel gelang zwar ein überraschendes 3:2 in Frankreich, wodurch die Franzosen die WM verpassten, aber mehr Siege waren nicht möglich. Damit belegte Israel am Ende den letzten Platz.

### 1998 in Frankreich
Etwas besser verlief die Qualifikation für die zweite WM in Frankreich. In einer Gruppe mit erneut Bulgarien, Russland, Zypern und Luxemburg wurde der dritte Platz belegt und zum Auftakt der spätere Gruppensieger Bulgarien mit 2:1 besiegt.

### 2002 in Japan/Südkorea
Auch vier Jahre später wurde in der Qualifikation für die erste WM in Asien in der Gruppe mit Spanien, Österreich, das in den Playoffs der Gruppenzweiten an der Türkei scheiterte, Bosnien-Herzegowina und Liechtenstein der dritte Platz belegt. Verspielt wurde die Teilnahme an den Playoffs durch ein 1:1 im letzten Spiel gegen Österreich, das wegen der instabilen Lage in Israel nach hinten verlegt worden war. Dabei erzielte Andreas Herzog erst in der Nachspielzeit den Ausgleich für Österreich. Bei einem Sieg wäre Israel punktgleich mit Österreich gewesen, hätte aber die bessere Tordifferenz gehabt.

### 2006 in Deutschland
In der Qualifikation für die zweite WM in Deutschland waren Frankreich, die Schweiz, Irland, Zypern und die Färöer die Gegner. Und wieder belegten die Israelis nur Platz 3, diesmal punktgleich mit der Schweiz, die die bessere Tordifferenz hatte und sich dann in den Playoffspielen der Gruppenzweiten gegen die Türkei durchsetzte. In den direkten Begegnungen mit der Schweiz reichte es nur zu zwei Remis (2:2 und 1:1). Frankreich war als Gruppensieger direkt qualifiziert.

### 2010 in Südafrika
Die Qualifikation für die erste WM in Afrika verlief etwas schlechter. In einer Gruppe wieder mit der Schweiz, die sich als Gruppensieger diesmal direkt qualifizieren konnte und gegen die wieder zweimal unentschieden gespielt wurde, sowie Griechenland, Lettland, Luxemburg und Moldau wurde nur Platz 4 belegt.

### 2014 in Brasilien
In der Qualifikation zur zweiten WM in Brasilien wurde dann wieder Platz 3 erreicht. In der Gruppe waren Russland, Portugal, Aserbaidschan, Nordirland und Luxemburg die Gegner. Am Ende hatte Israel sieben Punkte Rückstand auf die zweitplatzierten Portugiesen, gegen die zweimal remis gespielt wurde und die sich in den Playoffs gegen Schweden durchsetzten. Verspielt wurde die Teilnahme aber auch in den Spielen gegen Aserbaidschan, gegen das auch zweimal remis gespielt wurde. Verloren wurden nur beide Spiele gegen Gruppensieger Russland.

### 2018 in Russland
In der Qualifikation, die im September 2016 begann, trafen die Israelis auf Spanien, Italien, Albanien, Mazedonien und Liechtenstein. Im Mai 2016 übernahm Elisha Levy das Amt des Nationaltrainers. Nach der Hälfte der Spiele, von denen Israel drei gewann und nur gegen die beiden Ex-Weltmeister verlor, wurde der dritte Platz belegt. Da die nächsten drei Spiele verloren wurden, hatten die Israelis schon vor den letzten beiden Spielen keine Chance mehr die WM-Endrunde zu erreichen. Im drittletzten Spiel, einer 0:1-Niederlage in Italien wurde Yossi Benayoun zu seinem 100. vom israelischen Verband gezählten Länderspiel eingewechselt, womit er der erste Israeli ist, der diese Marke erreichte. Am Ende belegte Israel nach einem 1:0-Sieg in Liechtenstein und einer 0:1-Heimniederlage gegen Italien den vierten Platz und verschlechterte sich damit um einen Platz gegenüber der vorherigen Qualifikation.

### 2022 in Katar
Gegner in der Qualifikation waren Dänemark, Österreich, Schottland, die Färöer und die Republik Moldau. Gegen die Dänen gab es in zuvor acht Spielen nur einen Sieg in einem Freundschaftsspiel 1978, alle anderen Spiele wurden verloren, darunter zwei EM-Qualifikationsspiele. Gegen Österreich gab es zuvor zwei Siege, zuletzt in der Qualifikation für die EM 2021, wobei die Israelis vom österreichischen Rekordnationalspieler Andreas Herzog trainiert wurden. Vier Spiele endeten remis, fünf wurden verloren, zuletzt das Rückspiel in der EM-Qualifikation. Nur die ersten drei Spiele waren Freundschaftsspiele. Auch gegen die Schotten konnten die Israelis zuvor zweimal gewinnen – zuletzt in der UEFA Nations League 2020/21, wodurch die Schotten den Aufstieg in Liga A verpassten. Zwei Spiele endeten remis und vier wurden verloren, davon zwei Spiele in der Qualifikation für die WM 1982. Gegen die Färöer gab es zuvor ein Remis in einem Freundschaftsspiel und dann zwei Siege in der Qualifikation für die WM 2006. Je drei Siege, davon zwei in der Qualifikation für die WM 2010, und drei Remis gab es gegen die Republik Moldau.
Die Israelis begannen mit einer 0:2-Heimniederlage gegen Dänemark und einem 1:1 daheim gegen die Schotten. Es folgten drei Siege: 4:1 in der Republik Moldau, 4:0 auf den Färöer und 5:2 gegen Österreich. Dann verloren sie aber mit 0:5 in Dänemark und 2:3 in Schottland, wobei den Schotten der Siegtreffer erst in der 90. Minute gelang und die Israelis zur Halbzeit mit 2:1 führten. Nach einem 2:1-Heimsieg gegen die Moldauer verloren sie in Österreich nach 1:0-Halbzeitführung mit 2:4 und hatten damit vor dem letzten Spiel keine Chance mehr die Endrunde zu erreichen. Denn in der UEFA Nations League 2020/21 waren sie auch nur Gruppendritte geworden. Durch ein 3:2 im letzten Spiel gegen die Färöer schoben sie sich aber noch auf den dritten Platz, da sie gegenüber den punkt- tordifferenzgleichen Österreichern mehr Tore geschossen haben. Diese haben aber noch die Chance sich über die Playoffs für die WM zu qualifizieren, da sie in ihrer Nations League Gruppe den ersten Platz errungen hatten.

### 2026 in Kanada, Mexiko und USA
In der Qualifikation treffen die Israelis ab März 2025 auf Italien, Norwegen, die Republik Moldau und Estland, gegen das die Qualifikation mit einem 2:1-Sieg gestartet wurde.

## Spieler

### Rangliste der israelischen WM-Spieler mit den meisten Einsätzen
01. Zehn Spieler mit drei Einsätzen bei einem Turnier

### Rangliste der israelischen WM-Spieler mit den meisten Toren
01. Mordechai Spiegler 1 Tor

### WM-Kapitäne
- 1970: Mordechai Spiegler

### Bei Weltmeisterschaften gesperrte Spieler
Bisher wurde kein israelischer Spieler gesperrt.

### Anteil der im Ausland spielenden Spieler im WM-Kader
Alle Spieler des bisher einzigen israelischen WM-Kaders spielten in Israel.

## Spiele
Die Israelis bestritten bisher drei WM-Spiele. Davon wurde keins gewonnen, eins verloren und zwei endeten remis. Damit hat Israel zusammen mit Angola, das auch nur drei WM-Spiele bestritt, den höchsten Anteil (66,7 %) an Remis-Spielen.
Die Israelis nahmen nie am Eröffnungsspiel teil, spielten nie gegen den Gastgeber, späteren Weltmeister und Titelverteidiger sowie nie gegen WM-Neulinge.
| Alle WM-Spiele |            |          |          |          |                |             |
| Nr.            | Datum      | Gegner   | Ergebnis | Anlass   | Austragungsort | Bemerkungen |
| 1.             | 02.06.1970 | Uruguay  | 0:2      | Vorrunde | Puebla (MEX)   |             |
| 2.             | 07.06.1970 | Schweden | 1:1      | Vorrunde | Toluca (MEX)   |             |
| 3.             | 11.06.1970 | Italien  | 0:0      | Vorrunde | Toluca (MEX)   |             |